# Leonardo Núñez González
Leonardo Núñez González (Ciudad de México, 18 de abril de 1991) es un analista político, académico y activista mexicano especializado en el análisis del gasto público, la rendición de cuentas y el combate a la corrupción. Actualmente es el director de la Unidad de Investigación Aplicada de la organización Mexicanos Contra la Corrupción y la Impunidad, columnista del periódico La Razón (México) y miembro del Consejo Mexicano de Asuntos Internacionales.
Su trabajo sobre la Cuenta pública (México) es considerado un referente en la fiscalización y análisis del presupuesto del gobierno mexicano que ha sido utilizado para realizar diferentes propuestas para acotar la discrecionalidad en el gasto público y combatir la corrupción, así como para vigilar el uso de recursos. A pesar de ello, sus investigaciones y denuncias públicas sobre corrupción han provocado que sea sistemáticamente atacado por parte de los mismos gobiernos, funcionarios y políticos que ha cuestionado, llegando al extremo que Andrés Manuel López Obrador lo atacó y expuso su información personal en una conferencia matutina.

## Biografía
Originario de una zona popular del oriente de la Ciudad de México, destacó por haber ganado en 2003 el concurso de la "Olimpiada del Conocimiento", organizado por la Secretaría de Educación Pública. Posteriormente ingresó a la escuela "Plantel Azteca", proyecto educativo de Ricardo Salinas Pliego y su Fundación Azteca.  
Ingresó al Centro de Investigación y Docencia Económicas, en donde realizó estudios de Ciencia Política y Relaciones internacionales, así como la Maestría en Administración y Políticas Públicas. Fue campeón del concurso de debate político del Instituto Nacional Electoral en la Ciudad de México en 2015.
Su tesis de maestría, titulada "Presupuesto de Egresos Ficticio", le otorgó notoriedad al evidenciar los mecanismos con los que el gobierno mexicano manipulaba discrecionalmente el gasto público sin pasar por ningún mecanismo de control democrático, lo que posteriormente le permitió convertir ese trabajo en su primer libro con la editorial Penguin Random House.
Sus investigaciones sobre uso de recursos públicos lo llevaron a integrarse a la organización sin fines de lucro Mexicanos Contra la Corrupción y la Impunidad, en donde ha publicado una serie de trabajos y análisis sobre múltiples esquemas de corrupción política, electoral y presupuestal, lo que le ha válido una presencia constante en el debate público y los medios de comunicación.
Desde 2022 es el director de la Unidad de Investigación Aplicada de Mexicanos Contra la Corrupción y la Impunidad, donde el trabajo del equipo ha sido reconocido y premiado por instituciones como el Instituto Nacional de Transparencia, Acceso a la Información y Protección de Datos Personales.

## Publicaciones

### Libros y capítulos
- Dinero Bajo la Mesa. Financiamiento y gasto ilegal de las campañas políticas en México (Grijalbo, 2019).[15]
- "El país de las Estafas Maestras", en Nayeli Roldán, Miriam Castillo y Manuel Ureste, La Estafa Maestra. Graduados en desaparecer dinero público (Planeta, 2018).[16]
- ¿Y dónde quedó la bolita? Presupuesto de Egresos Ficticio. Cómo el gobierno hace lo que quiere con nuestro dinero (Aguilar, 2017).[17]

### Artículos destacados
- Presupuesto de un solo hombre.[18]
- La austeridad que no fue: los 507 mil millones de pesos de gasto adicional de AMLO en la última Cuenta Pública.[19]
- Volver a los años 70: el sabotaje de AMLO y Morena al INAI.[20]
- La capital de la opacidad: 4 años sin datos de los contratos de la Ciudad de México.[21]
- Toma tu voto: Los beneficiarios de los programas sociales y el gobierno.[22]
- Lo que debemos saber sobre Dos Bocas pero no conocemos por la opacidad del gobierno de López Obrador.[23]
- ¿Primero los pobres? La política social: un barco a la deriva.[24]
- Entre el honor y el dinero, lo segundo es lo primero.[25]
- Morena y dinero ilegal: ¿qué tanto es tantito?[26]
- Ni censo ni de bienestar.[27]
- Empresas fantasma en la 4T: Empresas del pasado, contratos del presente.[28]
- ¿Museos para todos?[29]
- Licítame la pipa.[30]
- ¿Qué México decidió? Los votantes de la Consulta del NAIM.[31]
- Hágase justicia en el fideicomiso de mi compadre.[32]
- ¿Más derechos para todos? Derechos humanos, políticas públicas y el caso de los medicamentos huérfanos.[33]
- Gasolina y mentiras presupuestales del presidente.[34]
- Los impuestos perdidos.[35]